# Soffusione
Una soffusione o suffusione è una condizione nella quale all'interno di un tessuto (o di un gruppo di tessuti adiacenti fra loro) si ha un abnorme spandimento di qualche liquido corporeo. La soffusione di più comune riscontro è quella emorragica, consistente nell'invasione da parte di materiale ematico di determinati tessuti, come ad esempio la cute. Spesso rilevabile all'esame obiettivo, questo tipo di soffusione è generalmente conseguenza di traumi che hanno provocato delle importanti lesioni vascolari.